# Schneitelung

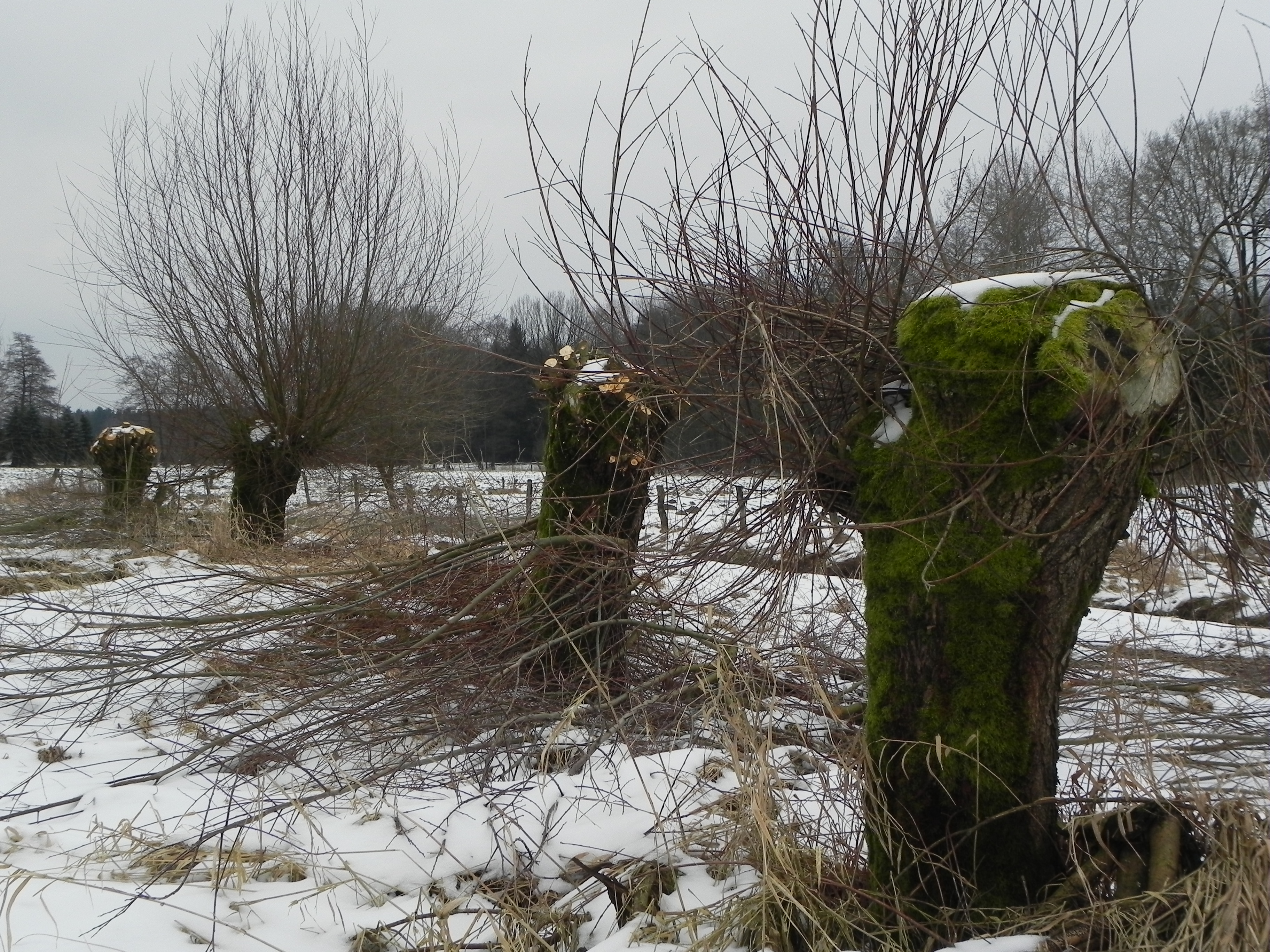
Kopfweiden nach der Schneitelung

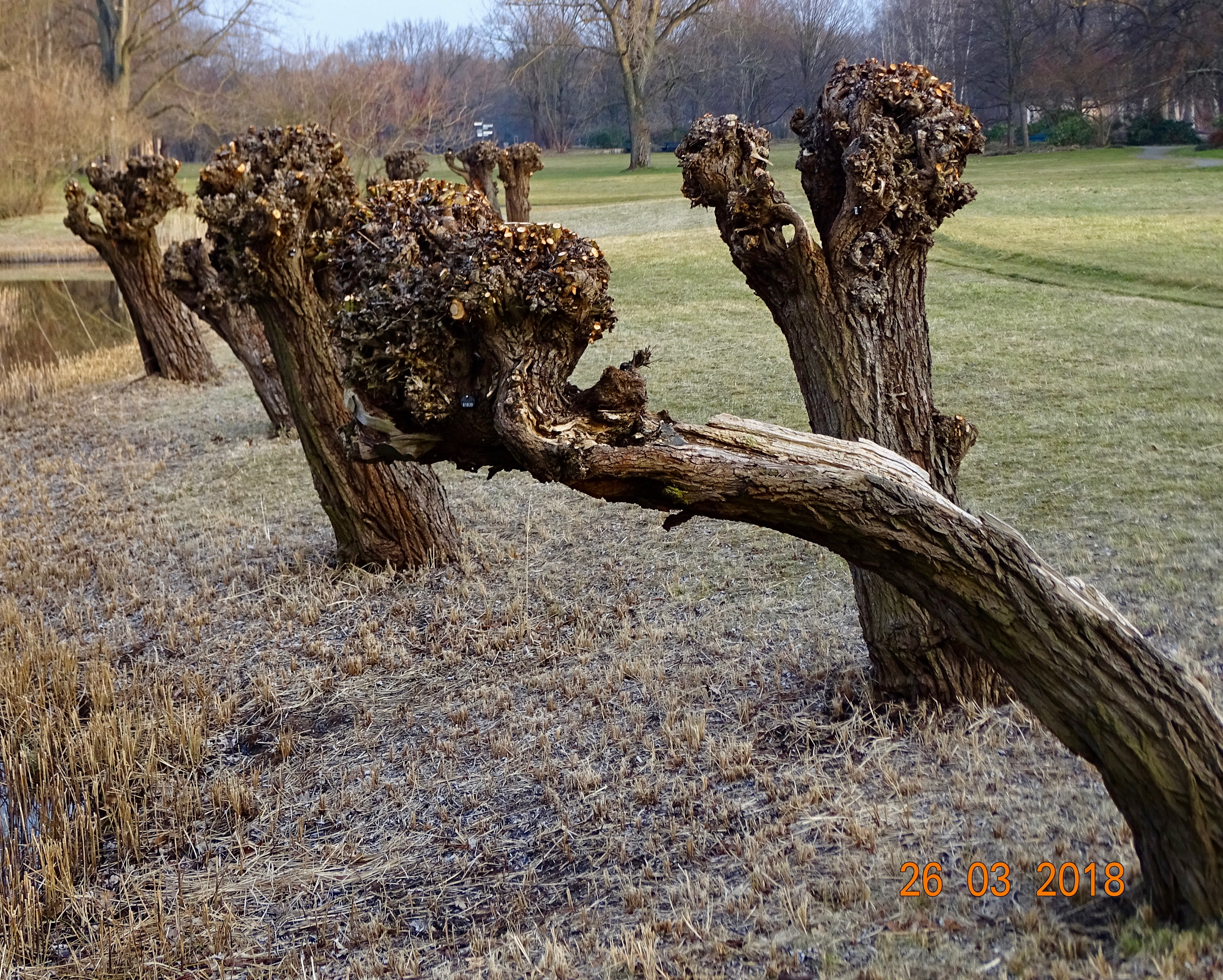
Kopfweiden im Britzer Garten, Berlin, März 2018

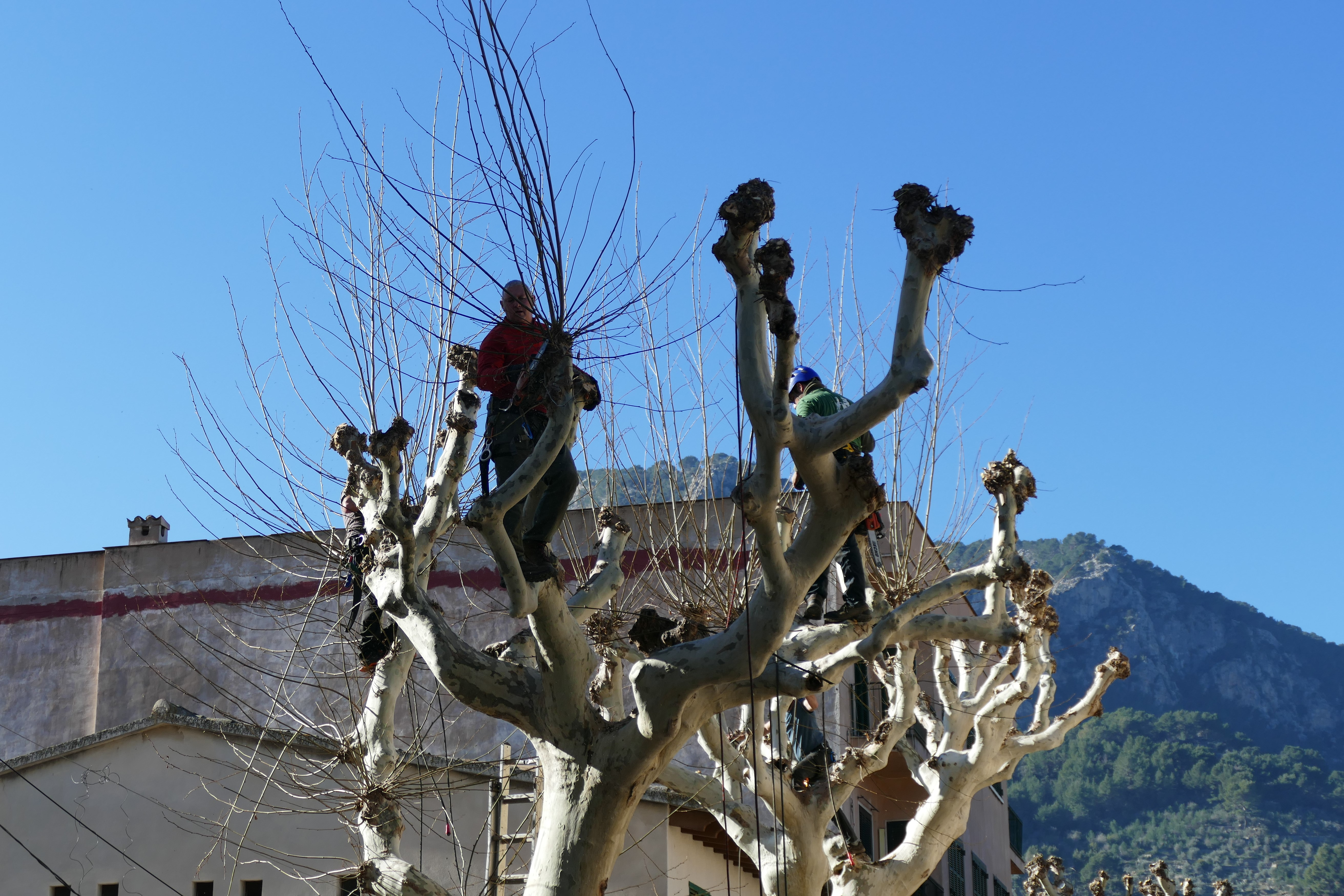
Schneitelung von Platanen in Sóller, Mallorca

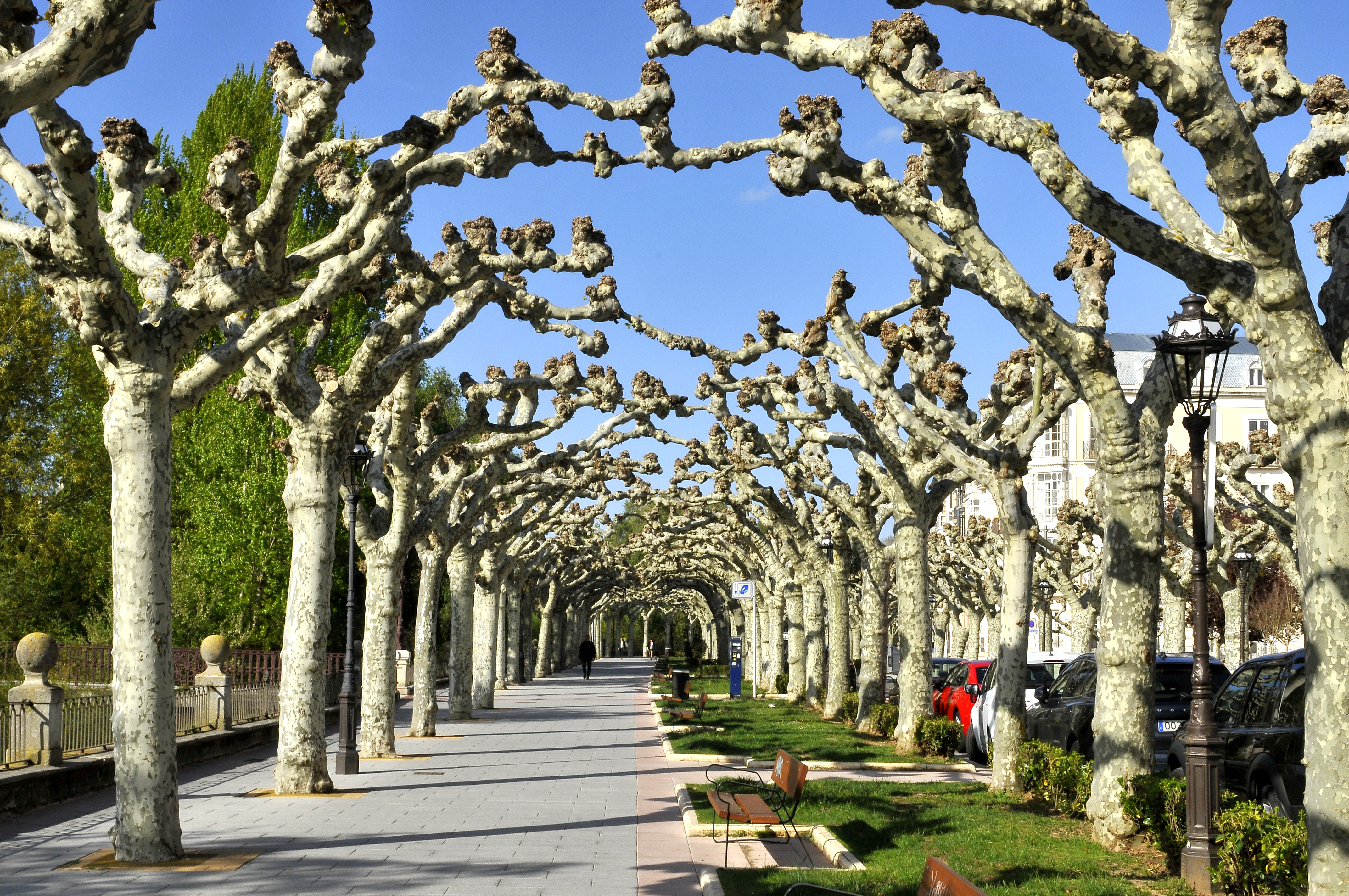
Besonders in Spanien und Frankreich ist es üblich, Platanen als Alleebäume zu Kopfbäumen zu beschneiden, hier in Burgos, Kastilien und León

Schneitelung (oberdeutsch verbreitet auch Schnaitelung geschrieben, auch schnaiteln, schneiteln, schnarteln) ist der Rückschnitt von Bäumen (z. B. Esche, Weiden) in der Schneitelwirtschaft zur Gewinnung der Triebe oder Blätter als Tierfutter (Laubheu als Raufutter) und Einstreu. Gleichzeitig wird die Beschattung der nebenliegenden Flächen reduziert.
Die Verwendung der abgeschnittenen Triebe bzw. Blätter als Futter erfolgt seit der Jungsteinzeit.

## Arten der Schneitelung
Bei der Laubfuttergewinnung werden vier Arten unterschieden:
Astschneitelung
belaubte Zweige werden zur Laubheu-, Brennholz- oder Flechtholzgewinnung abgetrennt
Kopfschneitelung
durch Beschnitt der Bäume etwa auf Brusthöhe wird verhindert, dass Weidevieh oder Wild den jungen Ausschlag verbeißt, wie es bei der Stockschneitelung häufig vorkommt; durch Kopfschneitelung bilden sich charakteristische Kopfbäume wie z. B. Kopflinden und Kopfweiden
Laubschneitelung
es wird lediglich das Laub von den Ästen gerupft und als Winterfutter getrocknet; verwendet wurde insbesondere das Laub von Esche und Hainbuche
Stockschneitelung
die Bäume werden auf Stock gesetzt, d. h. bis auf den Wurzelstock gerodet; der darauf folgende Stockausschlag bildet den Niederwald
Bei Weiden wird der obere Teil des Baumes in einer Höhe von typischerweise 1–2 Metern abgeschnitten (Kopfschneitelung). Im Gartenbau sagt man dazu auch Köpfung. Dort bilden sich neue Triebe, die für verschiedene Zwecke genutzt werden können. Aus Weidentrieben kann man z. B. Korbwaren herstellen. Der Baum wächst in die Form einer Kopfweide. Stärkere Triebe müssen regelmäßig (meist mehrjährig, wenn sie verholzen) abgeschnitten bzw. entfernt werden, damit der geschädigte Baum nicht unter dem eigenen Gewicht zerbricht und weiterhin junge Triebe bildet.
Bei einigen Bäumen eignen sich die jungen Triebe und Blätter als Viehfutter. Im Alpenraum wurde hierzu bis ins frühe 20. Jahrhundert vor allem die Gemeine Esche (Fraxinus excelsior) angebaut. Die Triebe wurden mit einer Praxe geschneitelt. Diese Form der Bewirtschaftung nennt sich Schneitelwirtschaft.

## Geschichte
Die Schneitelwirtschaft kam in Mitteleuropa bei den Bandkeramikern im Neolithikum auf.
Bis ins 18. Jahrhundert wurde die Schneitelwirtschaft in allen Laubwäldern Europas praktiziert. Heute wird sie nur noch in entlegenen Gebieten Südosteuropas (Karpaten und Balkangebirge) und den Pyrenäen, sowie in Teilen Afrikas, in Südasien (Indien, Pakistan, Nepal) und beispielsweise Bolivien praktiziert.
Mit dem Rückzug des Menschen insbesondere aus dem südlichen Alpenraum und den Apenninen Anfang und Mitte des 20. Jahrhunderts ist die Schneitelwirtschaft auch dort fast zum Erliegen gekommen und die ehemaligen Schneitelbestände in Form von Hecken und lichten Wäldern sind überwiegend wieder verwaldet.

## Film
- Lebensraum Kopfbaum. Vom nachhaltigen Nutzen des Baumschnitts. (OT: Trognes, les arbres aux mille visages.) Dokumentarfilm, Frankreich, 2017, 51:35 Min., Buch und Regie: Timothée Janssen, Produktion: Camera Lucida Productions, arte France, Erstsendung: 8. Juni 2018 bei arte, Inhaltsangabe von ARD, online-Video.